# Prachtstaffelschwanz
Der Prachtstaffelschwanz (Malurus cyaneus) ist ein Singvogel aus der Familie der Staffelschwänze (Maluridae). Die in Australien und Tasmanien verbreitete Art fällt besonders durch das farbenfrohe Prachtkleid der Männchen auf. Er lebt in kleinen Gruppen, die auch gemeinschaftlich brüten. Als Nahrung dienen neben Insekten Früchte und Samen. Er gehört nicht zu den gefährdeten Arten.

## Merkmale

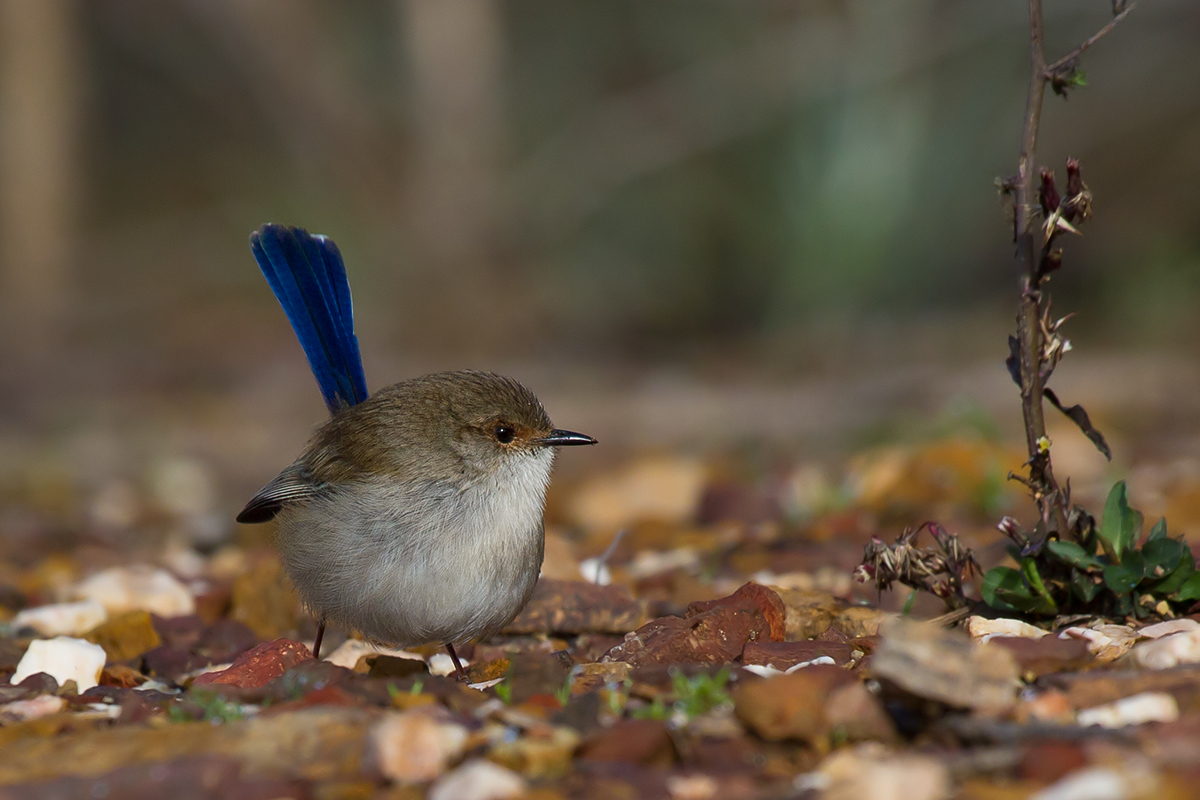
Männlicher Vogel außerhalb der Brutzeit im Schlichtkleid

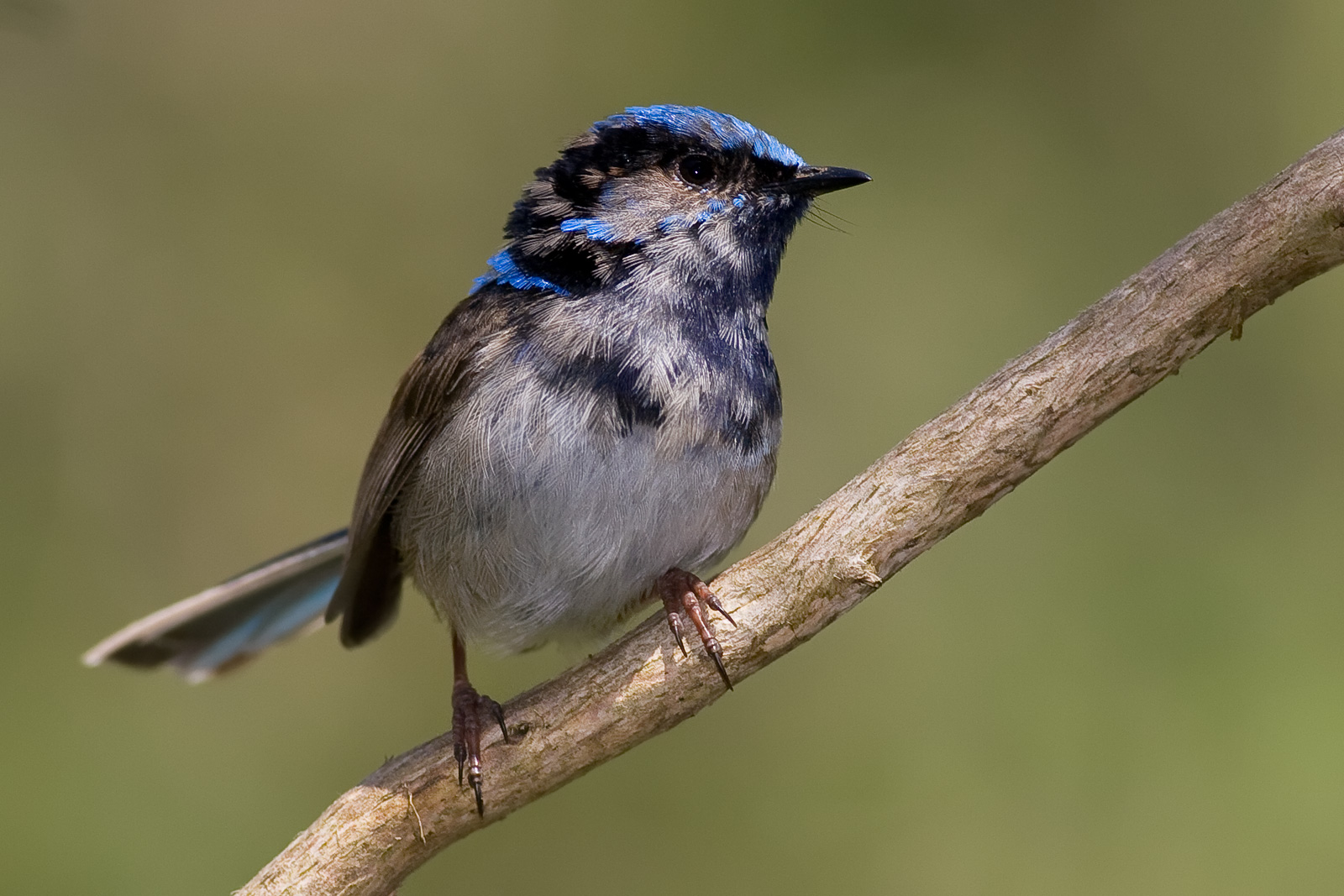
Einjähriges Männchen in der Mauser im Übergang zum Prachtkleid

Der Prachtstaffelschwanz ist ein kleiner Vogel mit rundlichem Körperbau, kurzen, spitz zulaufenden Flügeln und verlängerten Schwanzfedern. Er erreicht ausgewachsen eine Größe von 15 bis 20 cm und ein Gewicht zwischen 9 und 14 g. Hinsichtlich der Gefiederfärbung liegt bei der Art ein ganzjährig erkennbarer Sexualdimorphismus vor, wobei die Männchen etwas dunkler und farbenfroher gefärbt sind als die Weibchen. Das Männchen zeigt darüber hinaus einen ausgeprägten Saisondimorphismus und wechselt während der Brutzeit in ein deutlich auffälligeres Prachtkleid. Bei diesem fallen besonders die leuchtend hellblauen Gefiederpartien an Stirn, Haube und Wangen sowie im unteren Nackenbereich und am Rücken ins Auge. Zügel und Überaugenstreif sind hiervon in dunklem Blauschwarz abgesetzt. Diese Färbung verbreitert sich in Richtung der Ohrdecken und des oberen Nackens und zieht sich entlang der Seiten des Halses bis in den oberen Brustbereich, wo sie einen breiten, dunkelblauen Fleck an Kehle und Kinn umrahmt. Unterhalb der Brust findet sich ein schmales, hellblaues Band, das die dunkle Brust vom hellgrau gefärbten Bauch abgrenzt. Zu den Flanken wird die graue Färbung zunehmend dunkler und ist dort von einer feinen weißen bis hellgrauen Strichelung durchzogen. Die Unterschwanzdecken sind bräunlich bis dunkelgrau, die Oberschwanzdecken und Schulterfedern kräftig schwarz gefärbt. Die Flügel sind in mehr oder weniger einheitlichem Graubraun gehalten, lediglich bei einigen Exemplaren finden sich feine, hellblaue Säume an den Schwungfedern. Die Steuerfedern sind dunkelblau, dabei jedoch leicht grau verwaschen. Besonders an der Unterseite können sie bei bestimmten Lichtverhältnissen irisierend wirken. Der Schnabel ist schwarz, die unbefiederten Beine dunkelbraun gefärbt. Die Iris des Auges zeigt ein wenig auffälliges, dunkles Braun. Außerhalb der Brutzeit verlieren die Männchen die blau-schwarze Musterung fast vollständig, lediglich die blauen Schwanzfedern bleiben bei vielen Exemplaren ganzjährig erhalten. Kopf, Rücken und Schulterfedern sind nun einheitlich in einem dunklen Graubraun gehalten, nur die Zügel und der Augenring sind eher rötlich braun. Die hellgraue Färbung der Unterseite setzt sich nun nahtlos bis zum Kinn fort. Weibliche Vögel ähneln in ihrem Aussehen sehr dem Schlichtkleid der Männchen, können aber zuverlässig anhand eines deutlich helleren, orange-braunen Schnabels unterschieden werden. Des Weiteren tendieren bei ihnen die Steuerfedern eher zu einem grünlichen Braun als zu Blautönen.

## Habitat und Lebensweise
Der ursprüngliche Lebensraum der Art waren offene Eukalyptus-Wälder, die in der Region jedoch fast vollständig verschwunden sind und meist landwirtschaftlichen Flächen weichen mussten. Infolgedessen weichen die Vögel auf Gebiete mit exotischem, eher niedrigwachsendem Bewuchs aus, die beispielsweise von Wandelröschen (Lantana) oder Rosengewächsen der Gattungen Rubus und Rosa geprägt werden. Darüber hinaus werden regelmäßig auch urbane Landschaften mit größeren Parks oder Gärten besiedelt. Eine Studie an Prachtstaffelschwänzen auf Kangaroo Island ergab, dass die dort ansässigen Vögel eine breitere ökologische Nische einnehmen als ihre Artgenossen auf dem Festland. So gehen diese Exemplare etwa auch in Gebieten mit kaum vorhandener, aber auch in solchen mit sehr hoch wachsender Vegetation auf Nahrungssuche. Prachtstaffelschwänze sind gesellige Vögel, die das ganze Jahr über in Paaren oder kleinen Gruppen aus bis zu sieben Individuen angetroffen werden können. Hierbei handelt es sich meist um Familienverbände aus einem Elternpaar und den Nachkommen teils mehrerer Vorjahre. Darüber hinaus existieren Gruppen ausschließlich weiblicher Vögel, die das Territorium der Eltern verlassen und noch keinen eigenen Partner gefunden haben. Männchen sind hingegen brutortstreu. Um dennoch Inzucht mit den eigenen Nachkommen oder Geschwistern zu vermeiden, verlassen die meisten Weibchen ihre Partner nach einigen gemeinsamen Brutsaisons und suchen sich neue, teils weit entfernte Reviere. Die Größe der Gruppen hängt dabei direkt mit der Habitatsqualität des bewohnten Territoriums und dem dort verfügbaren Nahrungsangebot zusammen. Ein saisonales Zugverhalten findet sich bei der Art nicht.

### Ernährung
Der Prachtstaffelschwanz ernährt sich hauptsächlich von Insekten, wie Grashüpfern, Ameisen, Baumwanzen, Rüsselkäfern und Fliegen sowie deren Larven. Ergänzend werden andere Gliederfüßer wie etwa Spinnen aufgenommen. Die Beute wird zumeist am Erdboden gejagt und nach kurzen, hüpfenden Sprüngen gefangen. Neben tierischer Nahrung werden außerdem regelmäßig kleine Samen und Früchte, wie die der Gänsefüße (Chenopodium) gefressen.

### Stimme
Der Gesang der Art ist eine Abfolge kurzer, zirpender Laute, die vor allem zur Abgrenzung des eigenen Territoriums zum Einsatz kommt. Als Kontaktruf dient ein kurzes, hartes chet, während auf mögliche Bedrohungen mit einem etwas weicheren chit reagiert wird. Anders als bei den meisten anderen Singvögeln singen im Fall des Prachtstaffelschwanzes auch die weiblichen Vögel. Dies geschieht offenbar vor allem als Reaktion auf fremde Weibchen, die in ein besetztes Territorium eindringen.

### Fortpflanzung

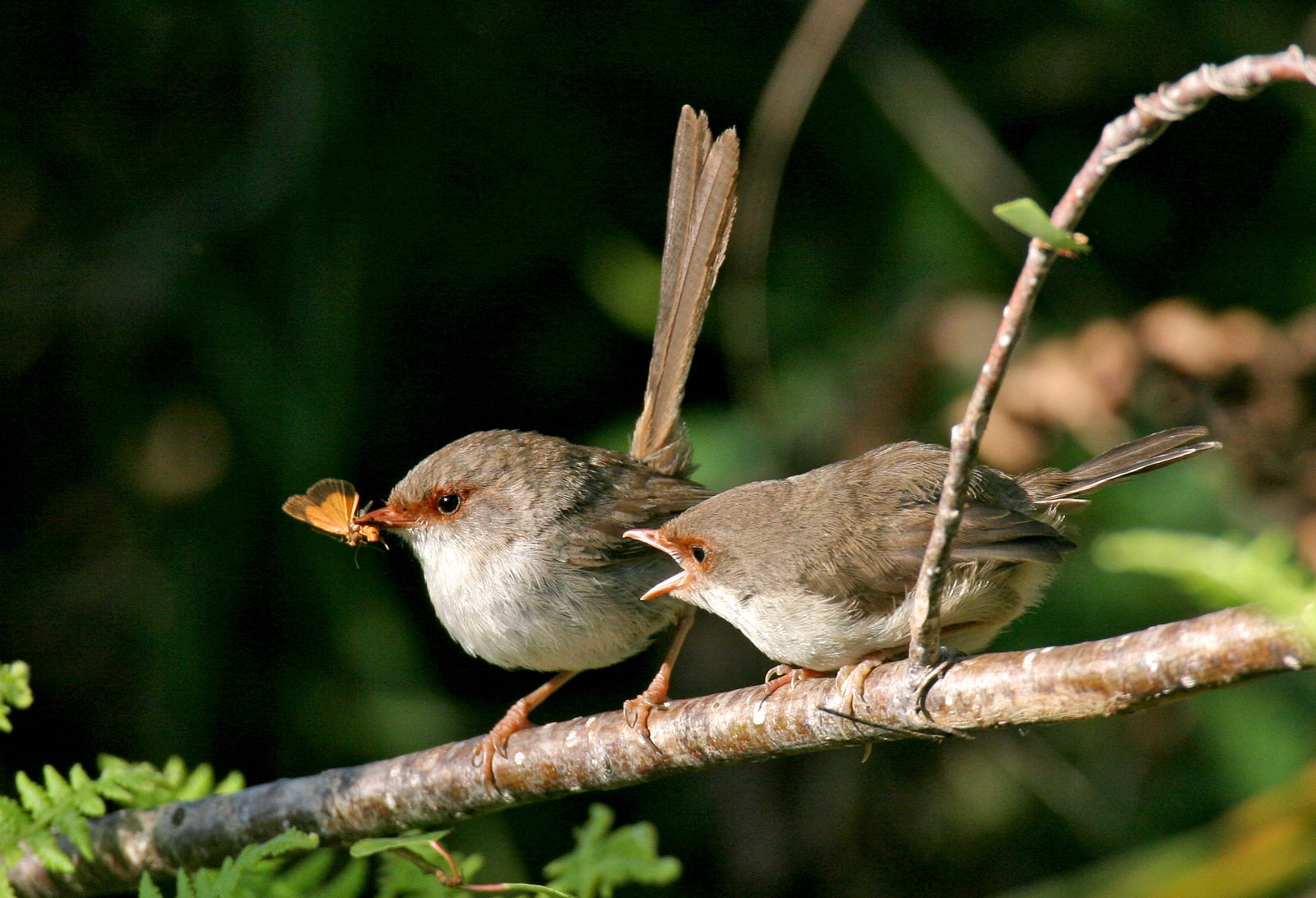
Weibchen (links) mit um Nahrung bettelndem Jungvogel

Die Brutzeit erstreckt sich maximal von Juli bis Februar, wobei in dieser Zeit bis zu vier einzelne Brutversuche gestartet werden können. Regelmäßig kommt dabei auch mehr als eine erfolgreiche Brut pro Saison vor. Die übliche Gelegegröße liegt bei drei Eiern, wobei auch Nester mit zwei oder vier Eiern vorkommen. Die Länge der Brutzeit und die Gelegegröße werden direkt durch die Menge an Regen, der in einer Saison fällt, beeinflusst. Regenreichere Jahre führen dabei typischerweise zu einer längeren Brutzeit mit höherem Bruterfolg. Das Nest wird in dichter Vegetation in bis zu einem Meter Höhe über dem Erdboden angelegt und vom Weibchen allein errichtet. Als Nistmaterial dienen Gräser, die mit Spinnweben zu einer runden Konstruktion mit überhängender Kuppel verwoben werden. Die Eier sind von mattweißer Grundfarbe und mit rötlich-braunen Flecken gesprenkelt. Ihre Abmessungen liegen in etwa bei 12 × 16 mm. Die Inkubationszeit liegt bei circa zwei Wochen, an die sich eine Nestlingsphase von weiteren 10 bis 14 Tagen anschließt. Nach dem Flüggewerden benötigen die Jungvögel circa 40 Tage, bis sie nicht mehr auf die Versorgung durch die Eltern oder andere Mitglieder der Gruppe angewiesen sind.
Der Prachtstaffelschwanz ist ein kooperativer Brüter, bei dem teils mehrere Bruthelfer einem Paar bei der Aufzucht der Jungen assistieren. In der Regel handelt es sich hierbei um männliche Nachkommen aus früheren Jahren oder um weniger attraktive Männchen, die noch keine eigene Partnerin für sich gewinnen konnten. Diese untergeordneten Männchen profitieren von ihrer Tätigkeit als Bruthelfer, indem sich für sie regelmäßig Gelegenheiten zur Paarung mit den eigentlich vergebenen Weibchen bieten. Eine Studie an 1645 untersuchten Jungvögeln in den Jahren 1993 bis 2000 ergab, dass zwischen 15 und 16 % dieser Nachkommen von untergeordneten Männchen gezeugt worden waren.
Um sich vor Brutparasitismus durch den Rotschwanzkuckuck (Chrysococcyx basalis) zu schützen, bringen die Prachtstaffelschwänze ihren Nachkommen schon vor der Geburt im Ei eine bestimmte Tonfolge bei, mit der diese dann nach dem Schlüpfen nach Futter betteln. Da der Jung-Kuckuck dieses „Passwort“ nicht erlernt, bleibt er in manchen Fällen bei der Fütterung unberücksichtigt und verhungert. Dieses Verhalten ist jedoch relativ fehleranfällig und kann dazu führen, dass fälschlicherweise die eigenen Nachkommen zurückgewiesen werden. Dementsprechend wenden brütende Prachtstaffelschwänze diese Strategie nur an, wenn konkrete Hinweise auf eine entsprechende Bedrohung wahrgenommen werden, etwa durch die Sichtung von Kuckucken in der Umgebung während der Nestbauphase.

## Verbreitung und Gefährdung

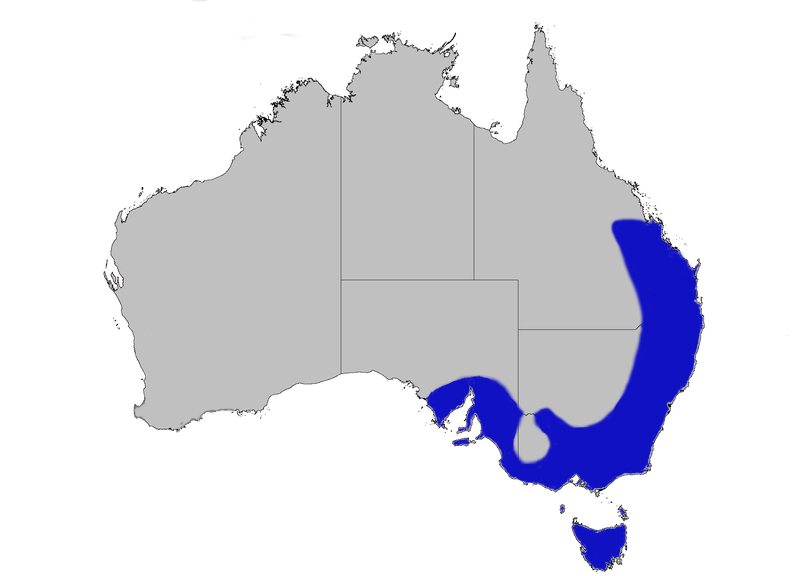
Verbreitungsgebiet des Prachtstaffelschwanzes

Das Verbreitungsgebiet des Prachtstaffelschwanzes umfasst den Südosten und Osten Australiens und Tasmanien. Im Westen reicht es in etwa bis ins zentrale South Australia, während im Norden noch die Corio Bay erreicht wird. Darüber hinaus existiert eine Reihe von Populationen auf den Inseln vor der Küste und in der Bass-Straße, die teils eigene Unterarten darstellen. Trotz des Verlustes eines Großteils ihres ursprünglichen Waldhabitats ist die Art recht anpassungsfähig und wird von der IUCN mit Stand 2016 auf der niedrigsten Gefährdungsstufe least concern eingestuft. Genaue Populationszahlen liegen der Organisation nicht vor, die Bestände scheinen sich jedoch größtenteils stabil zu entwickeln.

## Systematik
Die Erstbeschreibung des Prachtstaffelschwanzes stammt aus dem Jahr 1782 und geht auf den britischen Naturforscher William Wade Ellis zurück. Der Holotyp ist ein Exemplar, das auf James Cooks dritter Südseereise in der Adventure Bay im Süden Tasmaniens gesammelt worden war. Als wissenschaftlichen Namen der neuen Art wählte Ellis das Binomen Motacilla cyanea, womit er sie zunächst in die Gattung der Stelzen stellte. Das Artepitheton bezieht sich dabei auf die leuchtend blaue Färbung des Prachtkleids der Männchen. 1816 beschrieb Louis Pierre Vieillot für die Art die neue, zunächst monotypische Gattung Malurus, in der sie bis heute verblieben ist. Die Verwandtschaftsverhältnisse innerhalb der Gattung sind recht gut erforscht, als Schwesterart des Prachtstaffelschwanzes gilt der Türkisstaffelschwanz (M. splendens). Mit diesen beiden Arten ist darüber hinaus eine Klade bestehend aus Weißflügel- (M. leucopterus), Weißschulter- (M. alboscapulatus) und Rotrücken-Staffelschwanz (M. melanocephalus) relativ nah verwandt.

### Unterarten
Es sind sechs Unterarten beschrieben worden, die sich hauptsächlich anhand ihrer Größe, sowie der Intensität der Färbung des männlichen Prachtkleids unterscheiden lassen:
- M. c. cyaneus (Ellis, 1782) – Die Nominatform ist auf Tasmanien verbreitet.
- M. c. cyanochlamys Sharpe, 1881 – Südöstliches Queensland bis südliches Victoria. Allgemein kleiner als die Nominatform. Das blaue Gefieder der Männchen ist deutlich blasser, mit einer klinalen Abnahme in Richtung Norden. Die Flügel wirken leicht rotbraun verwaschen. Weibliche Exemplare zeigen rötliche Farbeinschläge am Rücken und eine hellere Färbung an der Unterseite.
- M. c. elizabethae Campbell, AJ, 1901 – King Island im Westen der Bass-Straße. Größer als die Nominatform, mit besonders tiefen Blautönen und dunkelgrauen Flügeln.
- M. c. ashbyi Mathews, 1912 – Kangaroo Island im Gulf Saint Vincent. Mittelgroße Form, die ähnlich gefärbt ist wie M. c. cyanochlamys. Den Männchen fehlt allerdings die rotbraune Färbung an den Flügeln.
- M. c. leggei Mathews, 1912 – Äußerster Süden und Südosten South Australias. Männliche Vögel entsprechen in Größe und Färbung M. c. cyanochlamys, die Weibchen sind jedoch an der Oberseite deutlich grauer gefärbt. Außerdem ist bei ihnen der Schwanz auffällig kräftig blau.
- M. c. samueli Mathews, 1912 – Flinders Island im Osten der Bass-Straße. Hierbei handelt es sich um die größte Unterart. Männchen sind ähnlich, aber tendenziell etwas dunkler gefärbt als die Nominatform.

## Trivia

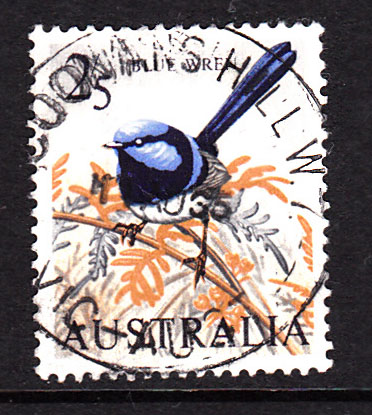
Australische Briefmarke aus dem Jahr 1964, die einen männlichen Prachtstaffelschwanz zeigt

Der Prachtstaffelschwanz wurde in Australien zum Vogel des Jahres 2021 gewählt. In der öffentlichen Abstimmung setzte sich die Art dabei mit einem Vorsprung von weniger als 700 Stimmen knapp gegen den zweitplatzierten Eulenschwalm (Podargus strigoides) durch.
Die farbenfrohen Männchen des Prachtstaffelschwanzes waren in der Vergangenheit schon mehrfach auf Briefmarken der Australia Post abgebildet, darunter auch fälschlicherweise auf einer 45-Cent-Marke aus dem Jahr 2000, die eigentlich einen männlichen Türkisstaffelschwanz hätte zeigen sollen.